# Milan Pospíšil (Musikwissenschaftler)
Milan Pospíšil (* 28. August 1945 in Prag) ist ein tschechischer Musikwissenschaftler und Opernforscher.

## Werdegang
Pospíšil studierte Musiktheorie und -geschichte an der Karlsuniversität in Prag sowie an der Ruhr-Universität Bochum (1963–1969) bei Heinz Becker. 1971 wurde er dort mit einer Arbeit über „Giacomo Meyerbeer: Les Huguenots. Příspěvek k analýze stylu“ promoviert. Eine weitere Promotion erfolgte 1988 an der Tschechoslowakische Akademie der Wissenschaften über „Antonín Dvořák: Dimitrij, op. 64. Kritická edice“.
1981 war er Mitbegründer des Smetana-Festivals und des interdisziplinären Symposions zur Problematik des 19. Jahrhunderts in Pilsen, das bis heute stattfindet.
Pospíšil wirkte langjährig als Fach- und wissenschaftlicher Mitarbeiter an der Akademie der Wissenschaften der Tschechischen Republik in Prag.
Als Kurator und wissenschaftlicher Mitarbeiter am Nationalmuseum Prag ist er seit 2000 aktiv.

## Editionen (Auswahl)
- Bedřich Smetana: Vltava: My Fatherland No. 2. Symphonic Poem. Eulenburg, Mainz 2017.
- Antonín Dvořák: Dimitrij, Oper in 4 Akten, op. 64. Alkor-Edition, Kassel.
- František Škroup: Dráteník (1826) = The Tinker. Partitur. Prag 2018.

## Veröffentlichungen (Auswahl)
- A. Jacobshagen/M. Pospíšil: Meyerbeer und die Opéra comique. Laaber Verlag; Laaber 2004
- Milada Šubrtová. Praha, 2008. 443 S.
- Olga Mojžíšová/Milan Pospíšil (Hgg.):  Bedřich  Smetana:  Korespondence/Correspondence I (1840–1862). KLP  &  Národní  muzeum, Praha 2016, 326 S. (Apparat) + 520 S. (Briefteil) + 45 Abb., (Smetaniana I) ISBN 978-80-87773-30-7 (KLP), ISBN 978-80-7036-475-8 (Národní muzeum)[3]
- Olga Mojžíšová et al.(Hrsg.): Bedřich Smetana: Korespondence/Correspondence II (1863–1874). KLP & Národní muzeum, Praha 2020, ISBN 978-80-87773-71-0 (Národní muzeum).